# فنغ (تشناران)
فنغ (بالفارسية: فنگ) هي قرية تقع في قسم بيزكي الريفي (مقاطعة تشناران) في إيران. يقدر عدد سكانها بـ 54 نسمة بحسب إحصاء 2016.